# レフとチェフとルス

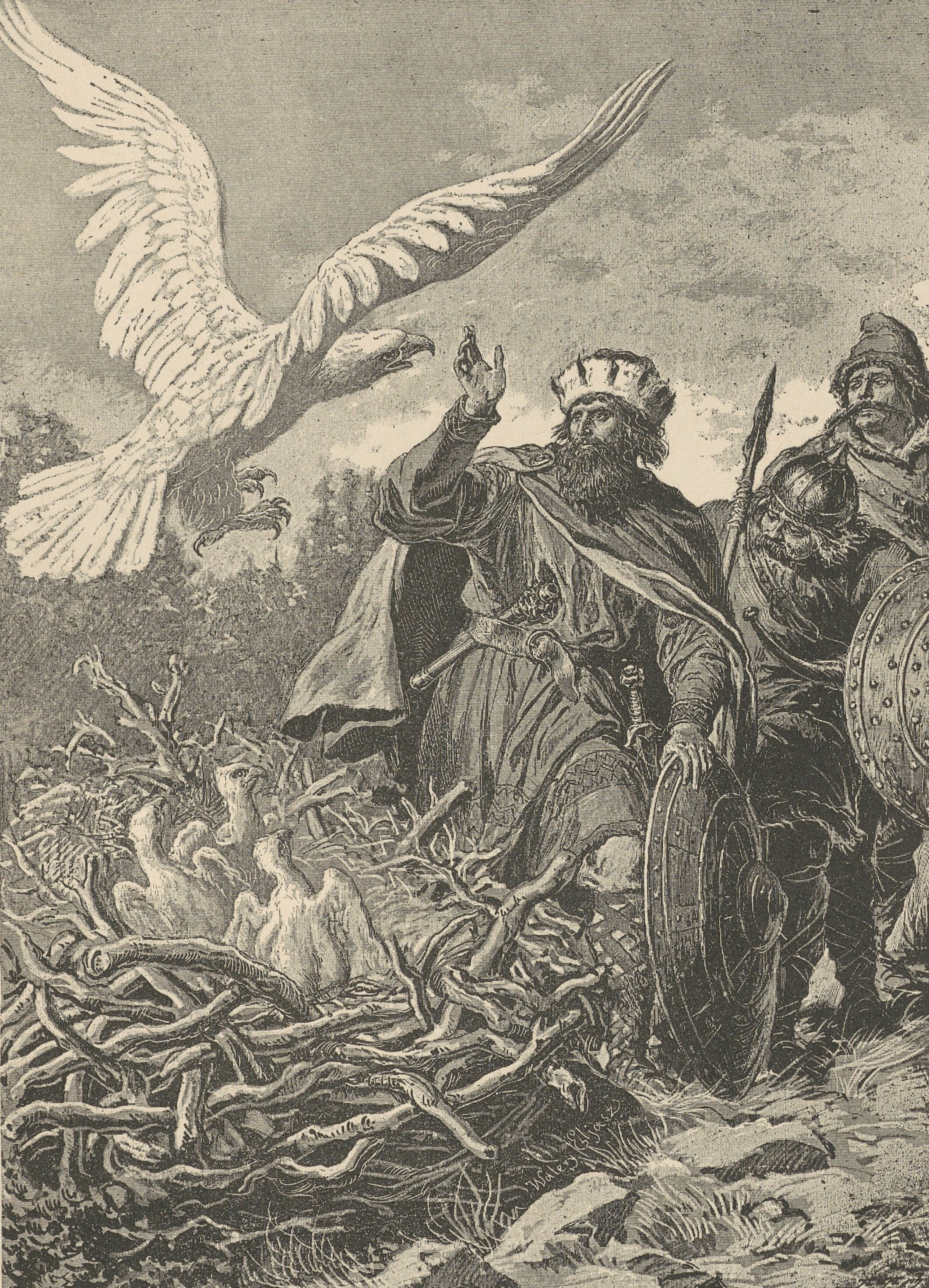
レフ、チェフ、ルスと白鷲。ヴァレリー・エリャシュ＝ラジコフスキ (1841年–1905年)画

レフ (ポーランド語: Lech、チェコ語: Lech、ロシア語: Лех)、チェフ (チェコ語: Čech、ポーランド語: Czech、ロシア語: Чех)、ルス (ロシア語: Рус、チェコ語: Rus、ポーランド語: Rus)は、3つのスラヴ人民族の創設神話に登場する伝説上の三兄弟。それぞれポーランド人（レヒト人）、チェコ人、ロシア人（ルーシ人）の祖とされる。14世紀前半に編纂されたヴィエルコポルスカ年代記で初めて現れた。伝説によれば、三兄弟は狩りに出てそれぞれ違う獲物を追いかけて散り散りになり、それぞれのたどり着いた地に住むことになった。レフは北へ、チェフは西へ、ルスは東へ行った。西スラヴ人の間では、地域によって様々な伝説のバリエーションがある。南スラヴ人の創設神話の中にも、3人が登場する伝説がいくつかある。それ以外のスラヴ人諸国では、1人か2人しか伝説に登場しないなど、あまり重い扱いを受けていない。最終的に、この三兄弟の伝説は現在のポーランド、チェコ、ロシアという三国の由縁とされている。

## ポーランドにおける伝説

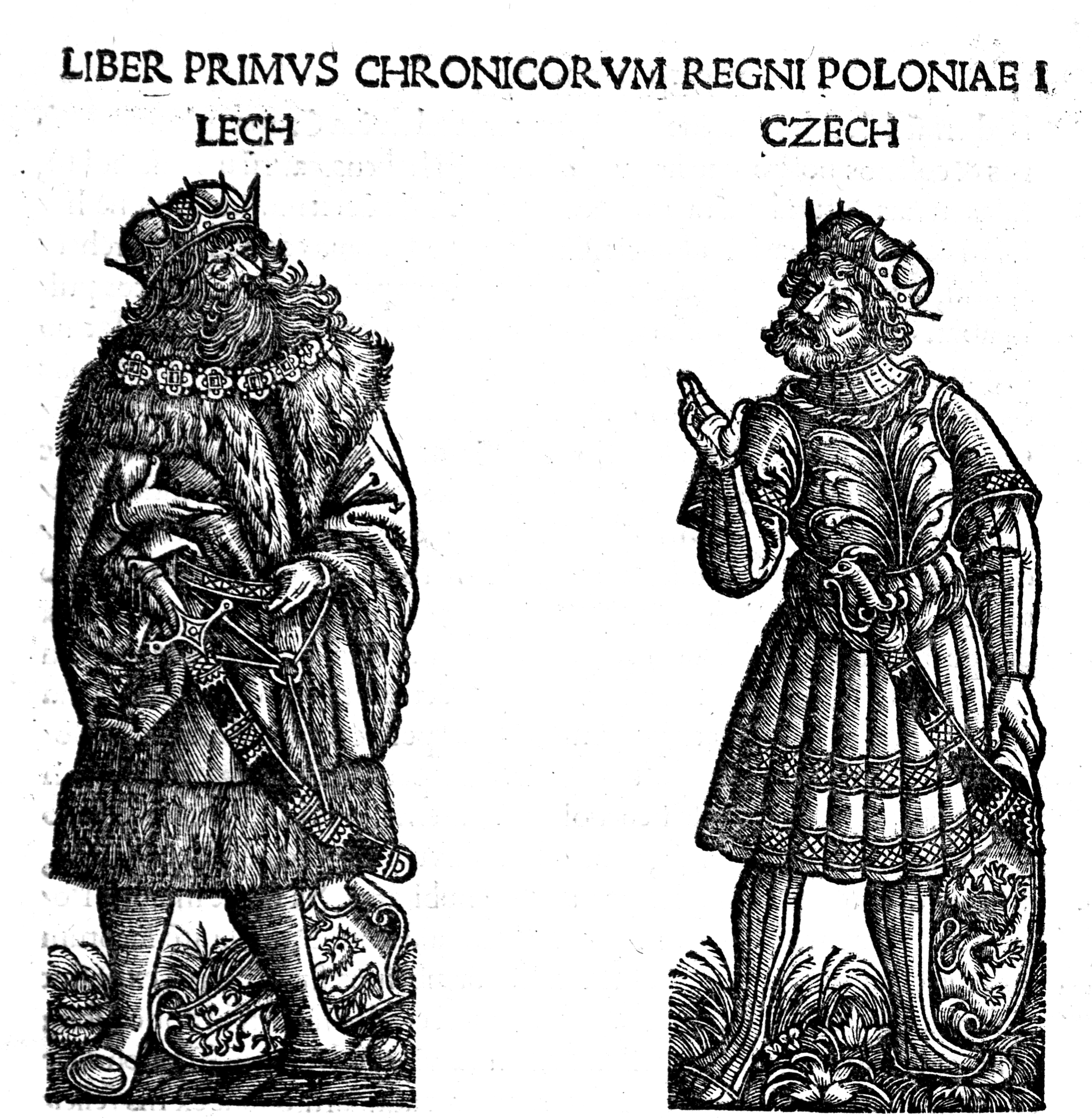
西スラヴ人のレヒア（ポーランドの旧称）とボヘミア (現在のチェコの一部)を建設した、レフとチェフの兄弟。『ポーランドの年代記』(1506年)より

ポーランドの伝説によれば、三兄弟は一緒に狩りに出かけたものの別々の獲物を追いかけ、散り散りになった。ルスは東へ行き、チェフは西へ行ってボヘミアのジープ山に住み着いた。一方、レフは自分の矢を追って北へ向かったところ、獰猛な白鷲が巣を守ろうとしているところに遭遇した。夕日を浴びて赤く染まる白鷲の姿を見たレフは、神意を感じてここに住むことにした。彼は自分の築いた集落をグニェズノ (ポーランド語のgniazdo - 「巣」に由来)と名付け、白鷲を自分の紋章とした。現在に至るまで、白鷲と夕日を表す赤地の背景がポーランドの国章として使われている。またポーランドの国旗も、上半分の白が白鷲、下半分の赤が没する夕日を表している。
13世紀のヴィエルコポルスカ年代記によれば、パンノニアの公のパンという者がスラヴ人の共通の祖とされている。パンの3人の息子が上からチェフ、ルス、レフとなっており、それぞれ西、東、北へ住み着いたと書かれている。

## チェコにおける伝説

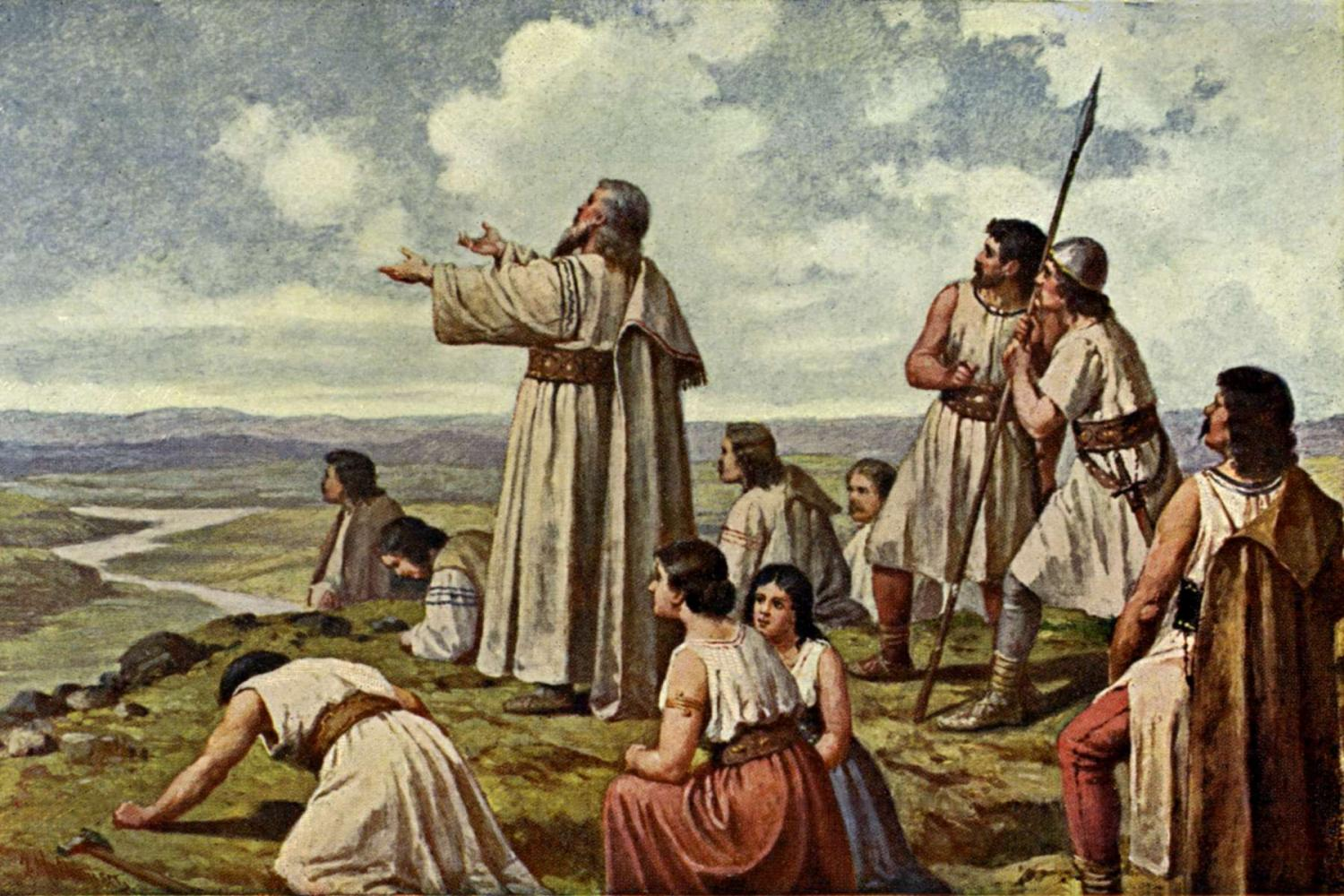
ジープ山のチェフ

チェコで知られている伝説には、チェコ民族（Národ）の祖チェフと、ポーランド民族の祖レフのみが登場する。ダリミルの年代記、ヴァーツラフ・ハーイェクの年代記、プジビーク・プルカヴァ・ズ・ラデニーナの年代記など14世紀以降の古典的な年代記には、兄弟の故地ハルヴァティ(Charvaty)についての言及があるものの、その具体的な場所は説明されていない。これに対してアロイス・イラーセクは1894年に著した小説『チェコの古き伝説』(Staré pověsti české)において「タトラ山脈の背後、ヴィスワ川の平原に、太古の昔からハルヴァーツカーの地 (charvátská země、おそらく、いわゆる白クロアチアを指している）、偉大なスラヴの故国が広がっている」、そして「ハルヴァーツカーには、言語、風習、生きざまによって多くの部族が存在していた」としている。
ある伝説によれば、ハルヴァティの地で絶え間なく争いが起きるようになり、それまで平和に土地を耕し穀物を育ててきた人々にとって住みよい土地でなくなってしまった。また別の伝説では、チェフは殺人の咎でこの地を離れざるを得なくなった。チェフは人々を集め、夕日に向かって旅立った。1314年のダリミルの年代記によれば、チェフは人々と共にジープ山に登って目下の地を見渡し、約束の地にたどり着いたのだと同胞たちに告げた。いわく、この地は獣、鳥、魚、蜂が豊富で食卓が常に満ち溢れ、また外敵から身を守るのにも適しているのだと。1374年ごろのプジビーク・プルカヴァによる物語では、チェフの兄弟レフは北の雪の山を越えて低地へと旅を続け、ポーランドを発見したのだとされている。
1541年のヴァーツラフ・ハーイェクの年代記には、他の文献にみられない数多くの（おそらく創作された）挿話が数多く見られる。彼によれば、チェフとレフの兄弟は故国ですでに城持ちの公であったという。そしてチェフがチェコに到着したのは644年のことであるとしている。

## その他の伝説
クロアチア内の遠く離れた二地域、すなわち北クロアチア・ザゴリェのクラピナ付近におけるカイ方言地域と、アドリア海沿岸・ダルマティア中部のポルィツァ付近におけるチャ方言地域にも、若干の人名の変化を含みつつも似たような伝説が伝えられている。クロアチアにおけるこの伝説は、1940年にS・サカチが詳しい分析を行っている。

## 史実性についての言説
ボヘミアの諸年代記では、チェフは単独かレフとの二人組でしか登場しない。チェフの初出は1125年のプラハのコスマスの年代記で、ここではラテン語で「ボヘムス」と呼ばれている。。ポーランドにおいてレフ、チェフ、ルスの三人組が初めて言及されたのは、13世紀末から13世紀初頭にかけて書かれたヴィエルコポルスカ年代記である。

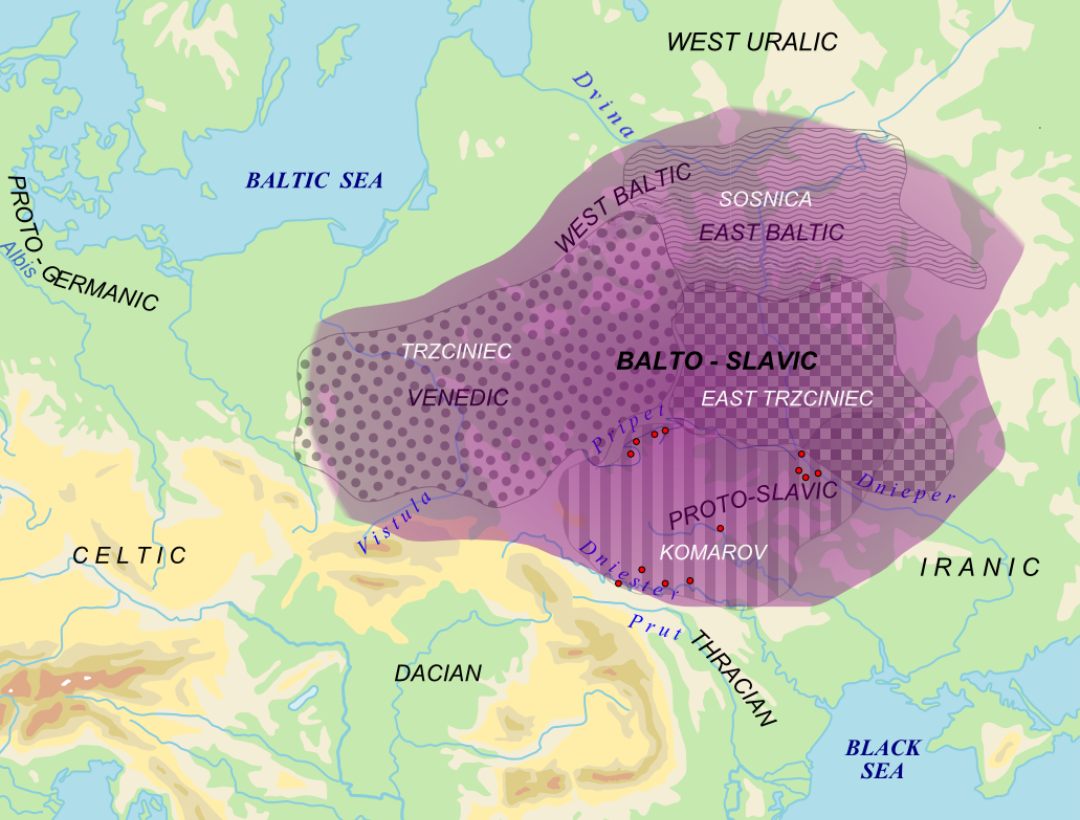
青銅器時代のバルト・スラヴ語派の推定範囲（紫）。白字は物質文化の分布。赤点は古代スラヴの水名が知られている場所である。

三兄弟の伝説はポーランド人、チェコ人、場合によってはロシア人（ルーシ族）をも同一の祖先をもつものとして見なされていたこと、また同時に、13世紀前半にはすでにこの3つのスラヴ人グループがエスニシティ上、言語上で区別されていたことを示している。またこの伝説は、初期スラヴ人の故地が東ヨーロッパに存在していたことも伝えている。この地域は、現在の学界で主流となっている、インド・ヨーロッパ祖族の発祥の地と重なっている。クルガン仮説では、インド・ヨーロッパ語族の内で大移動に加わらず残った者たちがバルト・スラヴ語派を形成したとされている。
ポーランド中心主義の言説においては、レフのもとにだけナショナルシンボル（白鷲）が現れたとし、チェフやルスはサブキャラクター程度の位置づけがなされている形の伝説がよく取り上げられる。さらにこのバージョンでは、南スラヴ人の起源に関する説明がない。
レフとチェフとルスの伝説は、民族名の語源を説明しようとしている点も重要である。3人の名はレヒア（シレジアを含むポーランドの別名）、チェコ（ボヘミア、モラヴィア、シレジアを含む）、ロシア（ルーシ）に通じている。ポーランド・ルネサンスの著名な知識人の一人であるヤン・コハノフスキは、スラヴ人の起源について述べた自身の随筆の中で、3人目の「兄弟」であるルスには言及していない。さらに彼は「歴史家の中で、スラヴ民族について……2人のスラヴ人指導者、レフとチェフについてまともに取り上げようとする者はいない。」と述べ、伝説を完全に否定した。その代わりに「チェヒ」(Czechy)と「レヒ」（Lechy）というのは2つの民族の原初的な名称だったのだろうとしている。ただしコハノフスキも、ポーランド民族に偉大な指導者がいて、その名前が忘れられ民族の名「レフ」で呼ばれるようになったという可能性は否定していない。

## 後世への影響

### ロガリンのオーク

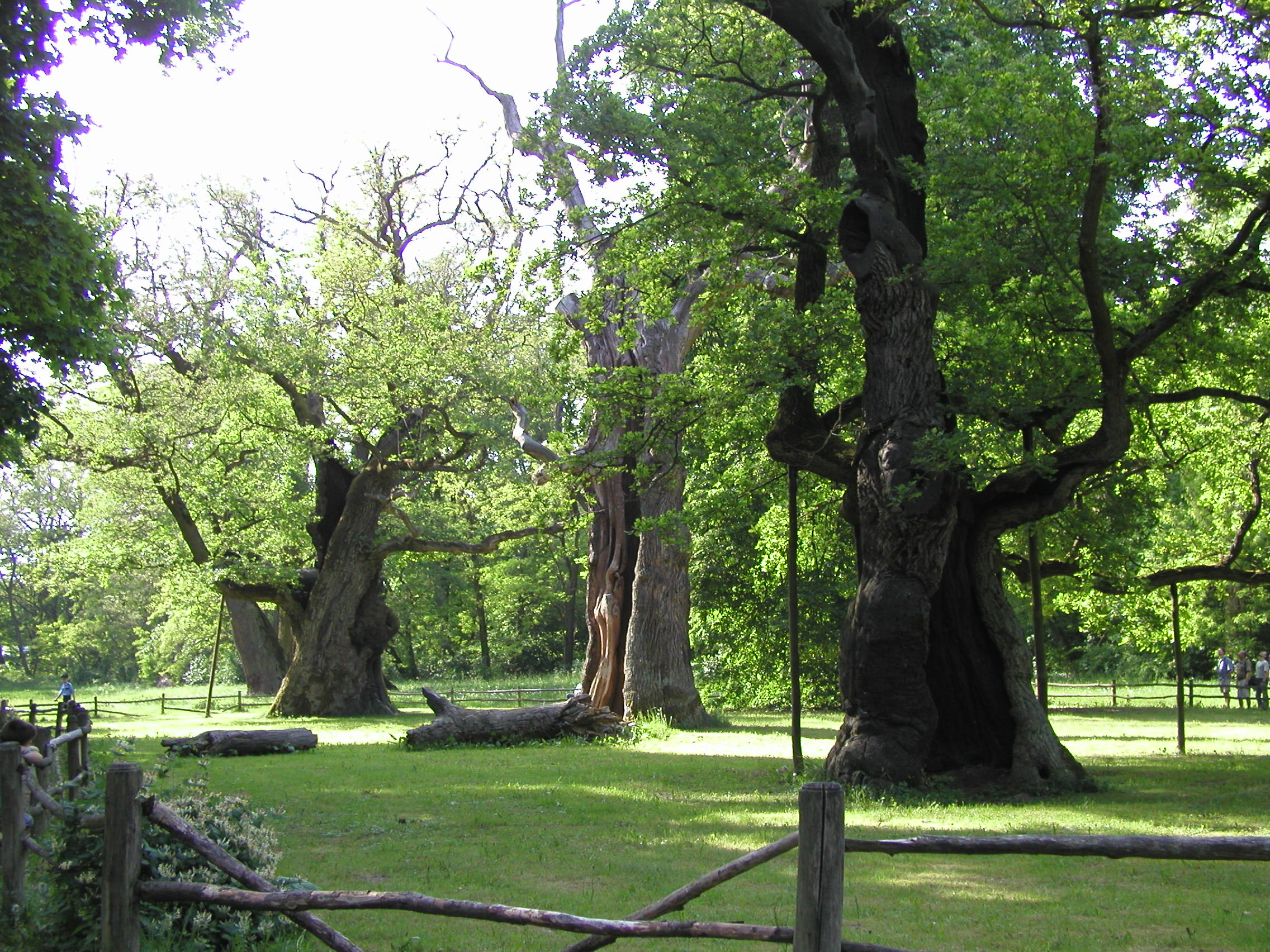
ポーランドのロガリンにある、レフとチェフとルスのオーク

ヴィエルコポルスカのロガリンにある18世紀の宮殿には、3本のオークの巨木が隣り合って植わっている。それぞれ樹齢数百年とされ、レフ、チェフ、ルスという名が付けられている。外周は670 and 930センチメートル (22.0 and 30.5 ft)ほどである。3本の木はロガリン景観公園の一部であり、天然記念物として保護されている。